# Ostwestfalenderby
Als Ostwestfalenderby werden Fußballspiele zwischen den ersten Fußballmannschaften von Arminia Bielefeld und dem SC Paderborn 07 bzw. dessen Vorläufervereinen bezeichnet. Beide Vereine sind in Ostwestfalen beheimatet. Die Liste erhebt keinen Anspruch auf Vollständigkeit.

## Hintergrund

Ostwestfalen in Nordrhein-Westfalen

Nachdem die Arminia nach der Saison 2008/09 in die 2. Bundesliga abgestiegen war, entwickelte sich in den darauf folgenden Spielzeiten eine Rivalität zum SC Paderborn 07. Arminia spielte zum ersten Mal zusammen mit Paderborn in einer Profiliga, nachdem man sich zuvor nur im Amateurlager begegnete. Die Rivalität gründet auf der räumlichen Nähe der beiden ostwestfälischen Großstädte und dem Umstand, dass es sich bei den Kontrahenten bis einschließlich der Spielzeit 2019/20 um die einzigen professionellen Fußballclubs der Region handelte. Das öffentliche Interesse wurde durch einen Medienhype, der von den lokalen Tageszeitungen und Radiostationen ausgelöst wurde, verstärkt. 
Kritische Stimmen von Bielefelder Seite sagen allerdings, dass aus historischen Gründen keine Rivalität zwischen den beiden Vereinen bestehen würde und dass Preußen Münster eher der Hauptrivale der Arminia sei. Vor dem Spiel am 30. November 2018 gab Arminias Sportchef Samir Arabi allerdings zu, dass durch die geographische Nähe eine gewisse Brisanz gegeben ist. Der Deutsche Fußball-Bund bezeichnete die Partie zwischen Bielefeld und Paderborn als „Derby ohne Tradition“. 
Es gab mindestens 55 Pflichtspiele in Meisterschaft und Pokal, von denen vier Ergebnisse allerdings unbekannt sind. 38 Spiele konnten die Bielefelder gewinnen, während die Paderborner nur fünfmal siegen konnten. Zwölf Spiele endeten mit einem Unentschieden. 
Erstmals trafen beide Vereine in der Saison 1920/21 in der erstklassigen, westfälischen Kreisliga Ost aufeinander. Die Arminia konnte beide Spiele gegen den VfJ 08 Paderborn mit 2:0 für sich entscheiden. Sechs Jahre später gelang der Arminia mit einem 12:0 beim VfJ 08 Paderborn der wohl höchste Sieg. Den ersten Paderborner Sieg gab es in der Saison 1931/32, als der VfJ mit 3:2 in Bielefeld gewann. Das erste Duell im Profilager konnten die Bielefelder am 24. Oktober 2009 durch einen 2:0-Auswärtssieg für sich entscheiden. Den höchsten Sieg für Paderborn im Profilager gab es am 16. Februar 2014, als der SCP mit 4:0 gewann und am Saisonende in die Bundesliga aufstieg.

## Legende
- Saison: Nennt die Saison, in der die Spiele stattfanden.
- Liga: Nennt den Namen der Liga, in der die Spiele stattfanden.
- Bielefeld - Paderborn: Nennt, soweit nicht anders angegeben, das Ergebnis bei Spielen in Bielefeld.
- Paderborn - Bielefeld: Nennt das Ergebnis bei Spielen in Paderborn.
- Wettbewerb: Nennt den Namen des Pokalwettbewerbs.
- Paarung: Nennt die Paarung im Pokalwettbewerb.
- Ergebnis: Nennt das Ergebnis.

## Ergebnisse

### Arminia Bielefeld vs. VfJ 08 Paderborn
| Jahr    | Spielklasse                            | Bielefeld - Paderborn | Paderborn - Bielefeld |
| ------- | -------------------------------------- | --------------------- | --------------------- |
| 1920/21 | Westfalengau, Kreisliga Ost            | 2:0                   | 0:2                   |
| 1926/27 | 1. Bezirksklasse Westfalen, Gruppe Ost | 2:1                   | 0:12                  |
| 1930/31 | Bezirksliga Westfalen, Gruppe Ost      | 7:0                   | ?:?                   |
| 1931/32 | Bezirksliga Westfalen, Gruppe Ost      | 2:3                   | 0:7                   |
| 1932/33 | Bezirksliga Westfalen, Gruppe Ost      | 6:2                   | 1:1                   |
| 1935/36 | Tschammerpokal, 1. Zwischenrunde       | 3:2                   | –                     |
| 1936/37 | Bezirksklasse Ostwestfalen             | 5:1                   | ?:?                   |
| 1937/38 | Bezirksklasse Ostwestfalen             | ?:?                   | ?:?                   |
| 1947/48 | Landesliga Westfalen, Gruppe 3         | 7:1                   | 0:1                   |
| 1950/51 | Westdeutscher Pokal, 1. Runde          | –                     | 0:1                   |
| 1952/53 | Westdeutscher Pokal, 1. Runde          | –                     | 0:2                   |
| 1954/55 | Landesliga Westfalen, Gruppe 1         | 5:0                   | 0:1                   |
| 1955/56 | Landesliga Westfalen, Gruppe 1         | 4:0                   | 0:2                   |

### Arminia Bielefeld vs. SV Paderborn
| Jahr    | Spielklasse                    | Bielefeld - Paderborn | Paderborn - Bielefeld |
| ------- | ------------------------------ | --------------------- | --------------------- |
| 1955/56 | Landesliga Westfalen, Gruppe 1 | 3:0                   | 0:2                   |

### Arminia Bielefeld vs. SV 07 Neuhaus
| Jahr    | Spielklasse                | Bielefeld - Neuhaus | Neuhaus - Bielefeld |
| ------- | -------------------------- | ------------------- | ------------------- |
| 1937/38 | Bezirksklasse Ostwestfalen | 5:0                 | 0:1                 |

### Arminia Bielefeld vs. TuS Paderborn-Neuhaus
| Jahr    | Spielklasse                  | Bielefeld - Paderborn | Paderborn - Bielefeld |
| ------- | ---------------------------- | --------------------- | --------------------- |
| 1988/89 | Oberliga Westfalen           | 1:0                   | 1:2                   |
| 1989/90 | Oberliga Westfalen           | 6:1                   | 0:0                   |
| 1989/90 | Westfalenpokal, 3. Runde     | 1:0                   | –                     |
| 1990/91 | Oberliga Westfalen           | 2:1                   | 1:0                   |
| 1991/92 | Oberliga Westfalen           | 3:0                   | 0:2                   |
| 1992/93 | Oberliga Westfalen           | 3:2                   | 2:6                   |
| 1993/94 | Oberliga Westfalen           | 3:0                   | 0:0                   |
| 1994/95 | Regionalliga West/Südwest    | 1:0                   | 0:2                   |
| 1994/95 | Westfalenpokal, Achtelfinale | –                     | 2:1                   |

### Arminia Bielefeld vs. SC Paderborn 07
| Jahr    | Spielklasse         | Bielefeld - Paderborn | Paderborn - Bielefeld |
| ------- | ------------------- | --------------------- | --------------------- |
| 2009/10 | 2. Bundesliga       | 3:0                   | 0:2                   |
| 2010/11 | 2. Bundesliga       | 1:1                   | 3:1                   |
| 2012/13 | DFB-Pokal, 1. Runde | 3:1                   | –                     |
| 2013/14 | 2. Bundesliga       | 3:3                   | 4:0                   |
| 2015/16 | 2. Bundesliga       | 1:1                   | 1:2                   |
| 2018/19 | 2. Bundesliga       | 2:0                   | 2:2                   |
| 2022/23 | 2. Bundesliga       | 2:2                   | 0:2                   |